# Wladimir Metzl

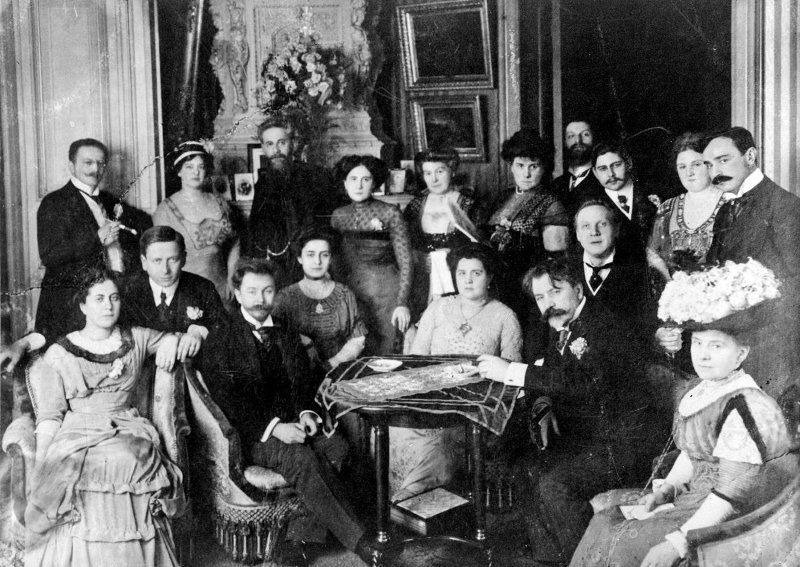
Alexander Skrjabin (am Tisch links), Fjodor Schaljapin, Arthur Nikisch und weitere Künstler in der Wohnung von Wladimir Metzl in Charlottenburg bei Berlin, 1910

Wladimir Metzl (russisch Владимир Людвигович Метцль, Wladimir Ljudwigowitsch Metzl; * 12. November 1882 in Moskau; † 1950 in Uckfield, England) war ein deutsch-russischer Pianist, Komponist und Musikpädagoge.

## Leben

### Herkunft und Ausbildung
Der Vater Ludwig Metzl stammte aus einer jüdischen deutschsprachigen Familie in Prag. Er wurde zum wichtigsten Werbeunternehmer in Russland. Die Mutter Ludmila, geborene Krizkaja, war wahrscheinlich die Tochter eines russischen Offiziers und von Nadeschda Krizkaja, die nach dessen Tod ein Waisenhaus in Moskau leitete. Wladimir hatte noch einen Bruder Dmitrij (* 1886). Er wuchs wahrscheinlich in Moskau auf. Von 1898 bis 1900 studierte er am dortigen Konservatorium bei Sergej Tanejew. Zwischen 1903 und 1904 studierte er am Leipziger Konservatorium.

### Musikalische Tätigkeiten in Berlin und Russland
Spätestens seit 1907 lebte Wladimir Metzl auch in Berlin, wo die Eltern eine Wohnung hatten. Er trat dort als Musiker auf und hatte Kontakte zu Alexander Skrjabin, Fjodor Schaljapin, Arthur Nikisch, Leo Blech, Reinhold Glière und weiteren Künstlern.
1912 heiratete er die Geigerin Elisabeth Grünberg (Jelisaweta Grjunberg), die Tochter des deutschen Geschäftsführers der beliebten Zeitschrift Niwa Julius Grünberg. Sie hatten zwei Kinder, der Sohn Youly Algaroff wurde ein bekannter Tänzer in Paris.
Ende 1912 war Wladimir Metzl in Wien (zu Besuch), 1914 war er in Moskau. 1918 lebte die Familie auf der Krim (in Simferopol?). Nach der Oktoberrevolution verließen sie diese kurzzeitig, sie kehrten aber nach der Eroberung des Gebietes durch die Weiße Armee wieder dorthin zurück.

### Emigration in Deutschland, Frankreich und England
1922 emigrierte die Familie nach Berlin. Dort dirigierte Wladimir Metzl mindestens einmal die Berliner Philharmoniker. Er wurde offiziell als Professor bezeichnet.
1937 zogen sie nach Paris.
Danach ließ sich Wladimir Metzl in England nieder. In Mutley wurde er 1948 eingebürgert und starb 1950.

## Musikalisches Werk
Wladimir Metzl schrieb Lieder, sinfonische Dichtungen, eine Oper und ein Ballett, vor allem in den Jahren zwischen 1907 und 1909. Sie wurden in dieser Zeit aufgeführt, danach kaum noch.
- mindestens 21 Lieder, darunter[12]
- drei Lieder, op. 8, mit russischem Originaltext und deutscher Übersetzung[13]
- Fern von dir
- Schlaflied für Mirjam, nach Gedicht von Richard Beer-Hofmann
- Im Kahn und Jauchze mein Herz, für Singstimme und Klavier, op. 10, 1908, nach Gedichten von Cäsar Flaischlen[14][15]
- Traumgebilde, Sinfonische Fantasie für Orchester, op. 11[16]
- Die versunkene Glocke, dramatische Tondichtung für Orchester, nach Drama von Gerhart Hauptmann, op. 12, Aufführung in Wien am 12. März 1908 durch Wiener Tonkünstler-Orchester mit Oskar Nedbal[17], auch The Sunken Bell in New York Carnegie Hall 2 February 1908
- Symphonie cis-moll, Erstaufführung am 22. Februar 1909 mit Philharmonischem Orchester in Berlin mit Oskar Fried[18]
- Premièrenfieber, (Quinten-Humoresqe), 1914, kurzes Stück für Klavier nur aus Quinten[19]
- Filmmusik zu Rasputin, der Dämon der Frauen, 1932.[20]

## Zitate
„(…) Aber nur die musikalisch ernster angefaßten [Lieder] verdienen weiteres Interesse, darunter: ‚Im Kahn‘, ‚Fern von dir‘ und ‚Schlaflied für Miriam‘. In ihnen erfreut manche gute Wendung, wie die Vornehmheit des Gefüges. In den meisten anderen Liedern wird Metzl flacher in der Melodik und unselbständiger im gedanklichen und baulichen Rüstzeug. Er möge sich hüten, dieser Richtung weiter zu huldigen, und sich lieber mehr der anderen, in jenen erstgenannten Liedern eingeschlagenen, zuwenden.“